# Ricardo Flores Magón (Durango)
Ricardo Flores Magón es una localidad del estado mexicano de Durango. Es parte del municipio de Canatlán.

## Toponimia
El nombre de la localidad rinde homenaje a Ricardo Flores Magón, periodista y pensador liberal de inicios del siglo XX.

## Demografía
| Gráfica de evolución demográfica |
|                                  |

| Censo | Población |
| ----- | --------- |
| 1930  | 600       |
| 1940  | 733       |
| 1950  | 953       |
| 1960  | 1 127     |
| 1970  | 1 540     |
| 1980  | 1 896     |
| 1990  | 1 294     |
| 2000  | 1 300     |
| 2010  | 1 467     |
| 2020  | 1 393     |